# Картагонова
Картагонова (исп. Estadio Cartagonova) — футбольный стадион в Картахене, домашняя арена клуба Картахена.
Вместимость — 15105 зрителей. Стадион построен в конце 1987 года, первый матч состоялся 7 февраля 1988 года, когда хозяева сыграли нулевую ничью с Бургосом. В 2000 году стадион был реконструирован, главная трибуна стала крытой.
До реконструкции при отсутствии на нескольких трибунах сидячих мест некоторые матчи клуба посещало более 20 тыс. болельщиков.
Также стадион использовался и как концертная площадка, на нём выступали такие известные певцы, как Глория Эстефан и Стинг.